# Montdoumerc

Montdoumerc este o comună în departamentul Lot din sudul Franței. În 2009 avea o populație de 428 de locuitori.

## Evoluția populației
| An        | 1975 | 1982 | 1990 | 1999 | 2006 | 2009 |
| --------- | ---- | ---- | ---- | ---- | ---- | ---- |
| Populație | 311  | 343  | 380  | 359  | 411  | 428  |